# شهرستان ترمپیالیو (ویسکانسین)
شهرستان ترمپیالیو، ویسکانسین (به انگلیسی: Trempealeau County, Wisconsin) یک سکونتگاه مسکونی در ایالات متحده آمریکا است که در ویسکانسین واقع شده‌است.

## خصوصیات
شهرستان ترمپیالیو ۱٬۹۲۱٫۷۸ کیلومترمربع مساحت دارد.